# Bayadera fasciata
Bayadera fasciata – gatunek ważki z rodziny Euphaeidae.